# ثورة تقانية
الثورة التقنية أو الثورة التكنولوجية هي فترة تُستبدل فيها تكنولوجيا واحدة أو أكثر بتكنولوجيا جديدة أخرى خلال فترة زمنية قصيرة. وهي حقبة تقدم تكنولوجي متسارع تتسم ب ابتكارات جديدة يفضي انتشارها وتطبيقها السريعين إلى تغير مفاجئ في المجتمع.

## الوصف
تزيد الثورة التكنولوجية إجمالًا من الإنتاجية و الكفاءة. وقد تشتمل على تغيرات مادية أو أيديولوجية يخلقها طرح جهاز أو نظام ما. بعض الأمثلة عن تأثيراتها المحتملة هي إدارة المشاريع والتعليم والتفاعلات الاجتماعية والموارد المالية ومنهجية البحث، وهي لا تقتصر بشكل صارم على الجوانب التكنولوجية. تعيد الثورة التكنولوجية كتابة الشروط المادية للوجود البشري وبإمكانها أن تعيد رسم معالم الثقافة. وبإمكانها أيضًا أن تلعب دورًا في إطلاق سلسلة من التغيرات المتنوعة والتي لا يمكن التنبؤ بها.
ثمة عاملان أساسيان يميزان ثورة تكنولوجية عن مجموعة عشوائية من أنظمة التكنولوجيا ويبرران تسميتها بثورة:
1. الترابط والاعتماد بين تكنولوجيا وأسواق الأنظمة المشاركة
2. المقدرة على قلب بقية الاقتصاد بشكل كلي (والمجتمع في نهاية المطاف).[2]

لا تكون نتائج الثورة التكنولوجية إيجابية بالضرورة. فمثلًا، يمكن لبعض الابتكارات، كاستخدام الفحم ك مصدر للطاقة ، أن تترك أثرًا سلبيًا على البيئة وأن تتسبب ب بطالة تكنولوجية . وصف شومبيتر هذه الطبيعة المتناقضة للثورة التكنولوجية بالتدمير الإبداعي. يرتكز مفهوم الثورة التكنولوجية على فكرة أن التقدم التكنولوجي ليس تقدمًا خطيًا بل تقدم متموج. يمكن للثورة التكنولوجية أن تكون:
- ثورة علاقات (علاقات اجتماعية، والهواتف، لعبت الثورة دورًا كبيرًا في العلاقات)
- قطاعية (تغيرات تكنولوجية متعددة في قطاع واحد، على سبيل المثال الثورة الخضراء والثورة التجارية)
- كونية (تغيرات جذرية مرتبطة في العديد من القطاعات، يمكن أن يُنظر للثورة التكنولوجية الكونية كمجمع لثورات تكنولوجية قطاعية متوازية عديدة، كالثورة الصناعية الثانية والثورة التكنولوجية لعصر النهضة)

يمثل مفهوم الثورات التكنولوجية الكونية عاملًا أساسيًا في النظرية النيو شومبيترية للموجات\الحلقات الاقتصادية الطويلة (كارلوتا بيريز وتيسالينو ديفيزاس ودانييل ساميهولا وآخرون)

## التاريخ
المثال الأشهر عن الثورة التكنولوجية هو الثورة الصناعية في القرن التاسع عشر والثورة التقنية العلمية في الخمسينيات والستينيات من القرن العشرين والثورة الزراعية والثورة الرقمية وغيرها. يُستخدم مفهوم «الثورة التكنولوجية» بشكل مفرط عادة، ولذا ليس من السهل تحديد الثورات التكنولوجية التي مر بها تاريخ البشرية والتي كان لها أهمية كبيرة وأثّرت لا على قسم واحد فحسب من النشاط البشري، بل كان لها تأثير كوني. يجب أن تتضمن الثورة التكنولوجية الكونية ثورات تكنولوجية قطاعية عديدة (في العلم وفي الصناعة وفي النقل وما شابهها).
وبوسعنا تحديد العديد من الثورات التكنولوجية الكونية التي حدثت خلال العصر الحديث في الثقافة الغربية:
- الثورة المالية الزراعية (1600-1740)
- الثورة الصناعية (1780-1840)
- الثورة التقنية أو الثورة الصناعية الثانية (1780-1920)
- الثورة العلمية التقنية (1940-1970)
- ثورة المعلومات والاتصالات، التي تُعرف أيضًا بالثورة الرقمية أو الثورة الصناعية الثالثة.

وتبقى محاولات إيجاد فترات مماثلة من العصر ما قبل الحديث وقعت خلالها ثورات تكنولوجية معرفة بشكل واضح مسألة تخمينية إلى درجة كبيرة. ربما كانت محاولة دانييل سميهولا واحدة من المحاولات الأعلى منهجية لتقديم خط زمني للثورات التكنولوجية في أوروبا ما قبل العصر الحديث:
- الثورة التكنولوجية الهندوأوروبية (1900-1100 قبل الميلاد)
- الثورات التكنولوجية السلتية واليونانية (700-200 قبل الميلاد)
- الثورة التكنولوجية الجيرمانوسلافية (300-700 ميلادي)
- الثورة التكنولوجية في العصور الوسطى (930-1200 ميلادي)
- الثورة التكنولوجية في عصر النهضة (1340-1470 ميلادي)